# Derby (hästsport)

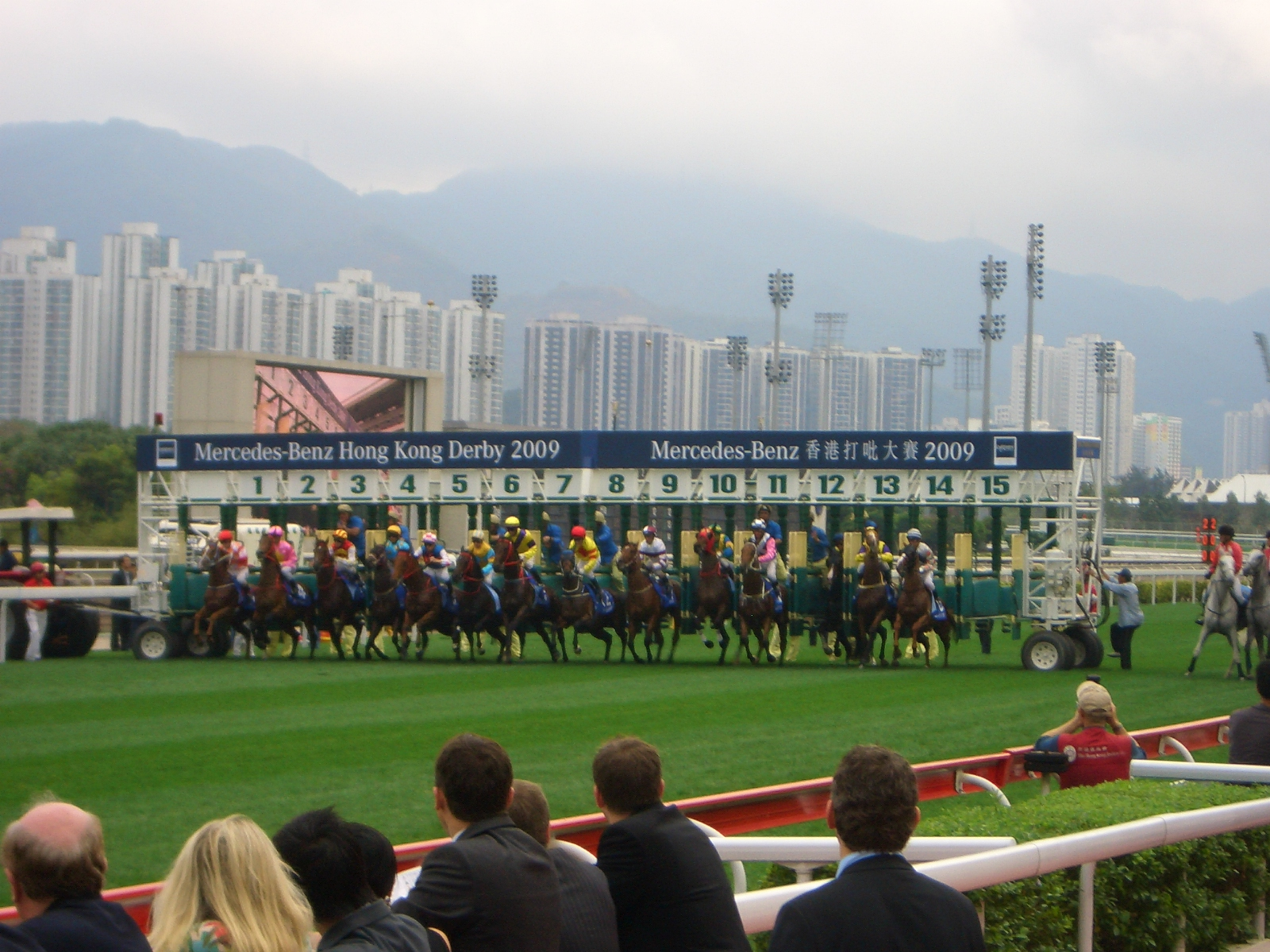
Starten av Hong Kong Derby 2009.

Ett derby är en lopptyp för hästar, namngett efter loppet Derby Stakes som arrangerades på Epsom Downs Racecourse i England. Loppet i sig var namngivet efter Edward Smith-Stanley, 12:e earl av Derby, som invigde loppet år 1780. Ett av de mest kända derbyloppen idag är Kentucky Derby i USA.
Traditionellt används termen derby endast om lopp för treåriga hästar,[källa behövs] vilket Triple Crown-loppen i USA och England är. De mest kända undantagen för detta är Hong Kong Derby, Singapore Derby, som är begränsade till fyraåriga hästar, och Canadian Pacing Derby, som arrangeras varje år för äldre hästar, det vill säga fyra år eller äldre.[källa behövs]
I Skandinavisk trav- och galoppsport är derbyloppen öppna för fyraåriga hästar.

## Urval av derbylopp
| Namn              | Andra namn                             | Bana                                        | Land        | Distans                      | Ålder på deltagande hästar | Först kört | Datum                           |
| ----------------- | -------------------------------------- | ------------------------------------------- | ----------- | ---------------------------- | -------------------------- | ---------- | ------------------------------- |
| American Derby    |                                        | Arlington Park, Arlington Heights, Illinois | USA         | 1 3/16 miles                 |                            | 1884       |                                 |
| Australian Derby  | AJC Derby                              | Randwick Racecourse, Sydney                 | Australien  | 2 400 meter                  | 3 år                       | 1861       | Sent i mars, eller tidigt april |
| Bangalore Derby   |                                        |                                             | Indien      | 2 400 meter                  | 4 år och äldre             |            |                                 |
| Epsom Derby       | The Derby, Derby Stakes, English Derby | Epsom Downs Racecourse                      | England     | 1 mile, 4 furlongs, 10 yards | 3 åriga hingstar och ston  | 1780       | Första söndagen i juni          |
| French Derby      | Prix du Jockey Club                    | Chantilly Racecourse                        | Frankrike   | 2 100 meter                  | 3 åriga hingstar och ston  | 1836       | Tidigt i juni                   |
| German Derby      | Deutsches Derby                        | Horner Rennbahn, Hamburg                    | Tyskland    | 2 400 meter                  | 3 åriga hingstar och ston  | 1869       | Tidigt i juli                   |
| Hong Kong Derby   |                                        | Sha Tin Racecourse                          | Kina        | 2 000 meter                  | 4 år                       | 1873       | Mitten av mars                  |
| Italienska Derbyt | Derby Italiano                         | Ippodromo Capannelle                        | Italien     | 2 200 meter                  |                            | 1884       |                                 |
| Indian Derby      |                                        | Mahalaxmi Racecourse, Mumbai, Maharashtra   | Indien      | 2 400 meter                  | 4 år                       | 1943       | Första söndagen i februari      |
| Irish Derby       |                                        | The Curragh, County Kildare                 | Irland      | 1½ mile                      | 3 år                       | 1866       | Sista söndagen i juni           |
| Kentucky Derby    |                                        | Churchill Downs, Louisville, Kentucky       | USA         | 1¼ mile                      | 3 år                       | 1875       | Första lördagen i maj           |
| New Zealand Derby |                                        | Ellerslie Racecourse, Auckland              | Nya Zeeland | 2 400 meter                  | 3 år                       | 1860       | Första lördagen i mars          |
| Queensland Derby  |                                        | Eagle Farm Racecourse, Brisbane             | Australien  | 2 400 meter                  | 3 år                       | 1868       | Juni                            |
| Singapore Derby   |                                        | Kranji Racecourse                           | Singapore   | 2 400 meter                  | 4 år                       | 1880       | Mitten av juli                  |
| Svenskt Travderby |                                        | Jägersro, Malmö                             | Sverige     | 2 640 meter                  | 4 år                       | 1928       | Första söndagen i september     |
| Svenskt Derby     |                                        | Jägersro, Malmö                             | Sverige     | 2 400 meter                  | 3 år                       | 1918       | Söndag, mitten i augusti        |
| Tokyo Yushun      |                                        | Tokyo Racecourse                            | Japan       | 2 400 meter                  | 3 åriga hingstar och ston  | 1932       | Sent i maj, eller tidigt i juni |
| Victoria Derby    |                                        | Flemington Racecourse                       | Australien  | 2 500 meter                  | 3 år                       | 1855       |                                 |